# Fabiano Medina da Silva
Fabiano Medina da Silva, noto come Fabiano (Ribeirão Preto, 18 gennaio 1982), è un ex calciatore brasiliano, di ruolo difensore.

## Carriera
Debutta nella prima divisione del campionato brasiliano nel 2000 tra le file del Vitoria, collezionando 10 presenze e 3 realizzazioni. Arriva l'anno successivo in Italia all'Atalanta, dove non gioca in campionato ma esordisce in Coppa Italia contro il Bologna il 29 novembre 2001. Passa nel gennaio 2003 all'Alzano, dove ha l'opportunità di giocare 5 partite. Ma è nella stagione 2003-2004 nello Spezia che il calciatore può giocare con continuità, collezionando 25 presenze, bissate la stagione successiva con altre 16. Passa nell'estate 2005 alla Lucchese, dove si mette in mostra con 27 presenze ed una rete.
Nonostante avesse sempre giocato come centrocampista mediano, appena arrivato al Monza nella stagione 2006-2007 viene trasformato in difensore centrale dalle buone qualità da Giuliano Sonzogni.
Il 30 agosto 2007, ad un giorno dalla chiusura del calciomercato estivo, viene acquistato in comproprietà dal Lecce. Questa cessione è stata accettata dal presidente del Monza Giovan Battista Begnini in base ad un pre-accordo secondo cui, se nella fase finale del calciomercato del 2007 Fabiano avesse ricevuto un'offerta dalla Serie B, Begnini lo avrebbe lasciato libero di scegliere il suo futuro (rimanere al Monza o trasferirsi). Fabiano colleziona in totale 18 presenze in Serie B e segna il primo gol con la maglia giallorossa nella prima giornata di ritorno contro il Frosinone, sfruttando al meglio un calcio d'angolo battuto da Andrea Zanchetta. Il campionato si chiude con la promozione del Lecce in Serie A dopo i play-off. Il 31 agosto 2008 fa il suo debutto in Serie A in Torino-Lecce 3-0. La prima annata in massima serie, finita con la retrocessione della sua squadra, lo vede scendere in campo 33 volte. Nel 2009-2010 è ancora titolare al centro della difesa della squadra salentina, che vince la Coppa Ali della Vittoria e riguadagna un posto in Serie A. Fabiano colleziona 37 presenze e 2 gol in campionato, oltre a 2 apparizioni in Coppa Italia.
Il 5 luglio 2011, dopo essersi svincolato a parametro zero dal Lecce, viene acquistato dallo Shandong Luneng Taishan, club calcistico cinese militante nella Chinese Super League, la massima serie calcistica della Cina.. Nella stagione 2014-2015 torna in Italia, giocando in Lega Pro con il Martina.
Nella stagione 2015-2016 viene acquistato dal Padova con cui firma un contratto annuale.

## Palmarès

### Club

#### Competizioni statali
- Campionato Baiano: 1

Vitoria: 2000

#### Competizioni nazionali
- Campionato italiano di Serie B: 1

Lecce: 2009-2010
- Coppa Italia Serie C: 1

Spezia: 2004-2005